# Богуславский, Валерий Александрович
Вале́рий Алекса́ндрович Богусла́вский (14 января 1955, Киев, Украинская ССР, СССР) — советский и украинский футболист и тренер. В настоящее время проживает в США.

## Игровая карьера
Футболом начал заниматься в ДЮСШ «Динамо» (Киев). В профессиональном футболе дебютировал в 1976 году в черновицкой «Буковине» во второй союзной лиге. В 1981 году был приглашён в одесский «Черноморец», в составе которого сыграл один матч в высшей лиге чемпионата СССР. Далее некоторое время играл в киевском СКА. В 1982 году вернулся в «Буковину». В этом же сезоне стал с черновицкой командой победителем второй лиги (шестая зона). Всего за «Буковину» провёл более 200 матчей, не доиграв до отметки 250 игр совсем немного.

## Тренерская карьера
Тренерскую карьеру начинал также в Черновцах. Будучи помощником Ефима Школьникова завоевал путёвку в первую союзную лигу. С 1996 по 1998 года работал главным тренером «Буковины». Позже работал в «Ниве» (Тернополь) и «Прикарпатье» (Ивано-Франковск). В 2011 году вернулся в «Буковину».

## Достижения
В качестве игрока 
- Победитель чемпионата УССР (1): 1982
- Серебряный призёр чемпионата УССР (1): 1980

 В качестве тренера 

как помощник Ефима Школьникова:
- Победитель чемпионата УССР (1): 1988
- Победитель чемпионата СССР вторая лига Запад (1): 1990.
- Серебряный призёр чемпионата УССР (1): 1989
- Серебряный призёр Первой лиги Украины (1): 1995/96